# HMS Sterlet (2S)
«Стерлет» (19S) (англ. HMS Sterlet (2S) — військовий корабель, підводний човен другої партії типу «S» Королівського військово-морського флоту Великої Британії часів Другої світової війни.
Підводний човен «Стерлет» був закладений 14 липня 1936 року на верфі компанії Chatham Dockyard у Чатемі. 22 вересня 1937 року він був спущений на воду, а 6 квітня 1938 року увійшов до складу Королівських ВМС Великої Британії. Брав участь у бойових діях на морі в Другій світовій війні.

## Історія служби
23 серпня 1939 року, напередодні початку Другої світової війни, 2-га британська флотилія підводних човнів у складі «Сіхорс», «Старфіш», «Старжен», «Сордфіш», «Сперфіш», «Стерлет», «Сівулф», «Окслі», «Тріумф», «Тритон», «Тісл» і «Санфіш» вирушили на свою військову базу в Данді, а британська 6-та флотилія підводних човнів «Андін», «Юніті», «Урсула», «L26», «L27» і «H32» передислокувалися до Блайта. 24 серпня Британське адміралтейство відправило п'ять підводних човнів 2-ї флотилії на позиції патрулювання між Шетландськими островами та Обрестадом, щоб перешкодити ймовірному прориву німецьких рейдерів; але вони вже пройшли лінію перехоплення й вийшли на визначені позиції.
8 квітня 1940 року «Стерлет» вийшов на патрулювання в Скагеррак, біля Норвегії. Через чотири дні він безуспішно атакував похідних ордер з трьох торгових суден та есмінця. На наступний день британський човен вийшов в нову зону патрулювання, а 14 квітня торпедував німецький навчальний корабель «Бруммер», що призвело до його потоплення наступного дня.
Подальша доля «Стерлет» достеменно невідома. Вважається, що 18 квітня його затопили німецькі протичовнові траулери UJ-125, UJ-126 та UJ-128. Або ж, не виключаєтся, що він наразився на міну, повертаючись до пункту дислокації.